# Onésime Reclus
Onésime Reclus (ur. 7 marca 1837 w Orthez, zm. 30 czerwca 1916) – francuski geograf, piewca kolonializmu francuskiego w Afryce, twórca słowa frankofonia.

## Życiorys
Urodzony w protestanckiej rodzinie z Béarn, syn pastora Jacques'a Reclusa. To w jego pracy pt. Francja, Algieria i kolonie z 1886 r. po raz pierwszy pojawiło się słowo frankofonia wykorzystane w refleksji nad francuskim kolonializmem. W optyce swojego poparcia dla ekspansji kolonialnej definiuje jako frankofonów wszystkich, „których przeznaczeniem jest lub wydaje się być, pozostać lub stać się uczestnikami języka francuskiego”. Ich liczbę na całym świecie na rok 1880 r. szacuje na 47 825 000.
Onésime Reclus, jeden z piętnaściorga rodzeństwa, był bratem geografa Élisée Reclus i dziennikarza Élie Reclus.

## Cytaty
Nie istnieją już rasy – wszystkie rodziny ludzkie przemieszały się w nieskończoność od powstania świata. Istnieją jednak środowiska i istnieją języki.

Od chwili, gdy język skonsoliduje jakiś naród, wszystkie elementy rasowe tego narodu podporządkowują się językowi. To w tym sensie mawia się: język tworzy naród (lingua gentem facit).

Onésime Reclus, „Un grand destin commence”, La Renaissance du Livre, 1917, s. 114–116.

## Dzieła
- Géographie de la France et de ses colonies (1873)
- Géographie : La Terre à vol d’oiseau (2 tomy, 1877)
- France, Algérie et colonies (1886)
- Le Plus Beau Royaume sous le ciel (1899)
- À la France : sites et monuments (32 tomy, 1900-1906) Tekst online (tomy 31-32)
- L’Afrique Australe (1901)
- Lâchons l’Asie, prenons l’Afrique: Où renaître? et comment durer? (1904) Tekst online
- Le Partage du monde (1906) Tekst online
- La Géographie vivante apprise par l’image, l’observation, la carte (1907-1908)
- La France à vol d’oiseau (1908) Tekst online 1 i 2
- Algérie et Tunisie (1909)
- Géographie rapide : Europe (1909)
- Géographie rapide : France (1910)
- Atlas pittoresque de la France, recueil de vues géographiques et pittoresques de tous les départements, accompagnées de notices géographiques et de légendes explicatives (2 tomy, 1910-1912)
- Correspondance (3 tomy, 1911-1925) Tekst online 1 2 i 3
- Atlas de la plus grande France, géographique, économique, politique, départemental, colonial, composé de 160 cartes en couleurs, accompagnées de 160 pages de notices. Ouvrage formant le complément naturel de l’Atlas pittoresque de la France, publié sous les auspices de la Société de géographie (1913-1915)
- L’Allemagne en morceaux : paix draconienne (1915)
- Le Partage de l’Allemagne (1915) Tekst online
- L’Atlantide, pays de l’Atlas : Algérie, Maroc, Tunisie (1919)
- Le Rhin français : annexion de la rive gauche, sa moralité, sa nécessité, ses avantages (1919) Tekst online
- Manuel de l’eau, suite et complément du Manuel de l’arbre, pour servir à l’enseignement sylvo-pastoral dans les écoles
- Un grand destin commence Tekst online